# Немой свидетель
«Немой свидетель» (англ. Mute Witness) — художественный фильм в жанре триллер британского режиссёра Энтони Уоллера, снятый в Москве. Фильм является совместным британо-немецко-российским производством и впервые был показан на кинофестивале «Сандэнс» в 1995 году . В Германии он был выпущен 28 сентября 1995 года, а в Великобритании — 19 января 1996 года. Он получил в целом положительные отзывы критиков и был номинирован на премию «Сатурн» в категориях «Лучший фильм ужасов» и «Лучшая актриса» (Марина Зудина) на 22-й церемонии вручения премии «Сатурн» . Фильм получил специальный приз жюри на Международном фестивале фантастических фильмов в Жерарме , а Марина Зудина получила особое упоминание за свою игру.

## Сюжет
Немая девушка Билли Хьюз — одна из лучших специалистов по спецгриму. Она работает на съёмках американского фильма, который снимается в Москве. Однажды она случайно остается запертой на киностудии и становится свидетельницей съёмки порнофильма. На её глазах актрису порнофильма убивают. Оператор и режиссёр фильма пытаются поймать Билли, но ей удается сбежать. Её рассказу об убийстве никто не верит. Дело осложняется тем, что Билли — немая и единственный человек, который понимает её — это её сестра Карен. Только Карен верит своей сестре. За Билли начинают охотиться гангстеры, для главы которых снимался «снафф» фильм, свидетельницей съёмок которого она была.

## В ролях
- Марина Зудина — Билли Хьюз
- Фэй Рипли — Карен Хьюз
- Эван Ричардс — Энди Кларк
- Олег Янковский — Ларсен
- Сергей Карленков — Лёша
- Алек Гиннесс (в титрах «Mystery Guest Star» (загадочная приглашённая знаменитость)) — Риппер
- Игорь Волков — Аркадий
- Денис Карасев — псевдомилиционер
- Игорь Ильин — псевдомилиционер
- Ольга Толстецкая — актриса
- Николай Чиндяйкин — майор милиции Владимир Пекарь
- Александр Пятков — Варчук
- Николай Пастухов — сторож
- Юрий Шерстнёв — сосед

## Съёмочная группа
- Автор сценария: Энтони Уоллер
- Режиссёр: Энтони Уоллер
- Оператор: Игон Уэрдин
- Композитор: Уилберт Хирш
- Художники: Матиас Камермайер, Владимир Мурзин, Владимир Постернак
- Продюсеры: Александр Атанесян, Александр Бухман, Норберт Зонтген, Григорий Ряжский, Энтони Уоллер